# Eden Park
Eden Park là sân vận động thể thao lớn nhất của New Zealand. Sân nằm ở trung tâm Auckland, thành phố lớn nhất của New Zealand, cách CBD 3 km về phía Tây Nam, trên ranh giới giữa các vùng ngoại ô Mount Eden và Kingsland. Mặc dù được sử dụng chủ yếu cho các trận đấu rugby union vào mùa đông và các trận đấu cricket vào mùa hè, sân cũng tổ chức các trận đấu rugby league và bóng đá. Vào năm 2011, sân đã tổ chức các trận đấu vòng bảng, hai trận tứ kết, cả hai trận bán kết và trận chung kết của Giải vô địch bóng bầu dục thế giới 2011. Do đó, sân đã trở thành sân vận động đầu tiên trên thế giới tổ chức hai trận chung kết Giải vô địch bóng bầu dục thế giới, trong đó lần đầu tiên đã tổ chức trận chung kết phiên bản đầu tiên vào năm 1987. Sân cũng là một trong những địa điểm tổ chức Giải vô địch cricket thế giới 2015, giải đấu được tổ chức tại Úc và New Zealand.
Eden Park được coi là một trong những sân vận động khó giành chiến thắng nhất đối với các đội khách trong rugby union: Đội tuyển rugby union quốc gia New Zealand đã bất bại tại địa điểm này trong 46 trận đấu test liên tiếp, bắt đầu từ năm 1994. Eden Park là địa điểm tổ chức Te Matatini 2021. Đây cũng sẽ là địa điểm tổ chức Giải vô địch cricket nữ thế giới 2021, trận chung kết Giải vô địch bóng bầu dục nữ thế giới 2021 và trận khai mạc Giải vô địch bóng đá nữ thế giới 2023.